# Eisenbahnunfall von Sarry
Bei dem Eisenbahnunfall von Sarry stürzte am 17. September 1914 bei Sarry, Frankreich, ein Lazarettzug von einer zuvor vom französischen Militär gesprengten Eisenbahnbrücke über die Marne. Vermutlich kamen 57 Menschen ums Leben.

## Ausgangslage
Im Sommer 1914 war der Erste Weltkrieg ausgebrochen. Seit dem 3. August 1914 herrschte Kriegszustand zwischen dem Deutschen Reich und Frankreich. Mitte September befand sich die Front knapp östlich von Reims. In dieser Situation sprengte französisches Militär präventiv eine Brücke der Bahnstrecke Châlons-en-Champagne–Reims bei Sarry, südlich von Châlons-en-Champagne, damit sie gegebenenfalls von den Deutschen nicht mehr hätte genutzt werden können.
Zwischen Front und Etappe verkehrten Lazarettzüge, um Verwundete von der Front ins Hinterland zu fahren.

## Unfallhergang
Das Militär hatte die zuständigen Eisenbahner von der Sprengung nicht in Kenntnis gesetzt, aber auch selbst die Strecke nicht gesichert. Der Unfall ereignete sich nachts, so dass ein Lazarettzug, dessen Lokomotivführer nicht oder zu spät sah, dass die Brücke nicht mehr befahrbar war, in die entstandene Lücke gesteuert wurde. Der Zug stürzte ab, 6 Wagen blieben auf Trümmern der gesprengten Brücke hängen. Der Rest des Zuges stürzte in den Fluss.

## Folgen
12 Tote wurden geborgen, 45 Menschen blieben vermisst, so dass von 57 Todesopfern auszugehen ist.